# Laguardia
Laguardia (baskisch Guardia) ist eine Kleinstadt und eine Gemeinde (municipio) mit 1.478 Einwohnern (Stand: 2024) in der baskischen Provinz Álava in Spanien.

## Lage und Klima
Laguardia liegt in einer Höhe von etwa 630 m im äußersten Süden der Autonomen Region Baskenland in der Weinbauregion Rioja Alavesa, dem baskischen Teil des Anbaugebiets Rioja. Nächstgelegene Großstadt ist das etwa 20 km (Fahrtstrecke) südöstlich gelegene Logroño. Das Klima ist gemäßigt bis mild; Regen (ca. 640 mm/Jahr) fällt hauptsächlich im Winterhalbjahr.

## Bevölkerungsentwicklung
| Jahr      | 1857  | 1900  | 1950  | 2000  | 2018  |
| Einwohner | 2.819 | 2.470 | 2.442 | 1.412 | 1.505 |

Seltsamerweise hatte die Reblauskrise zu Beginn des 20. Jahrhunderts keinen spürbaren Einfluss auf die Einwohnerzahlen; ab der Mitte des 20. Jahrhunderts machte sich jedoch der Verlust an Arbeitsplätzen infolge der verstärkten Mechanisierung der Landwirtschaft bemerkbar. Zur Gemeinde gehören auch die Dörfer bzw. Weiler El Campillar, Laserna und Páganos mit jeweils etwa 30 bis 80 Einwohnern.

## Wirtschaft

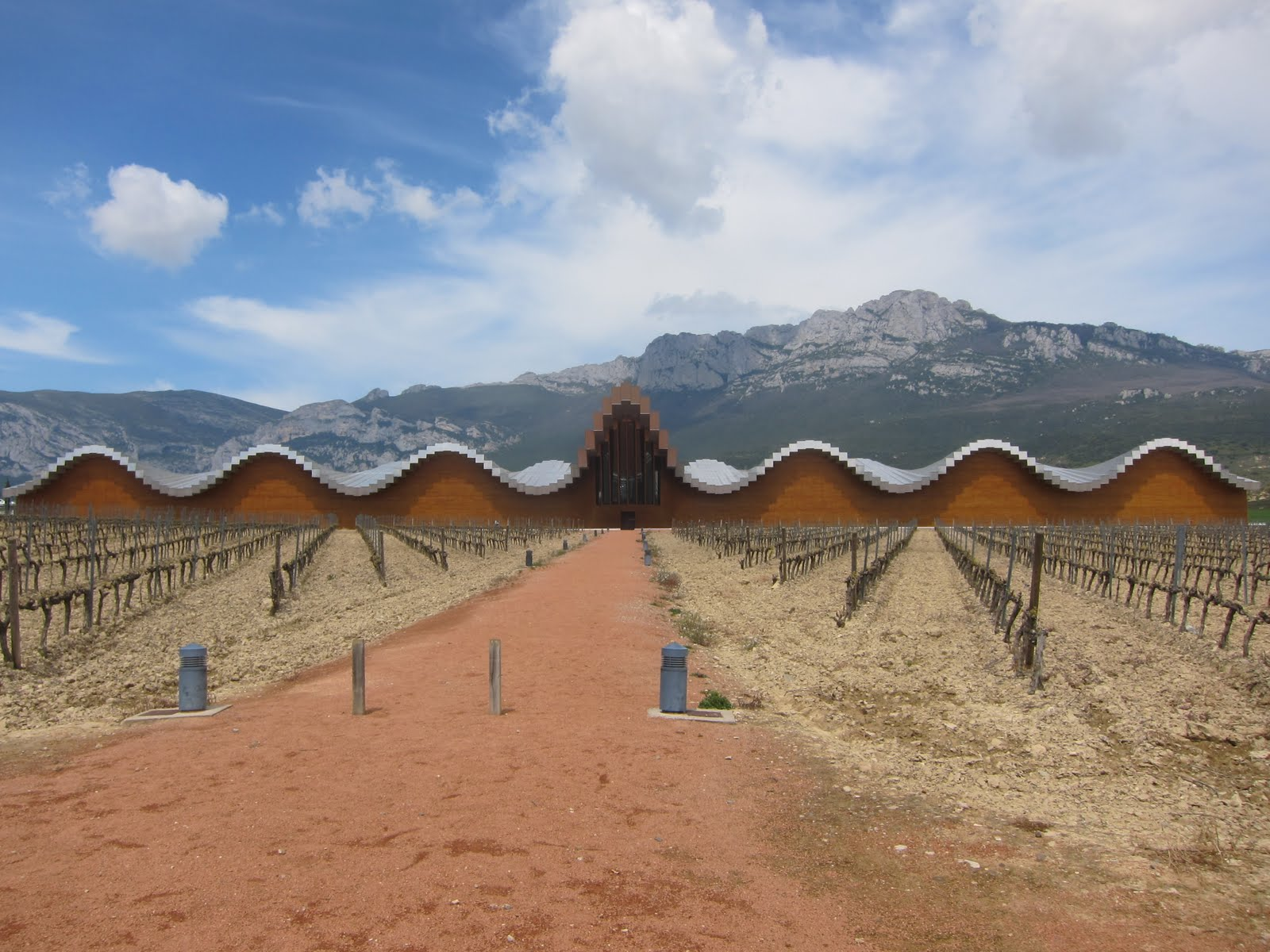
Kellereigebäude der Bodegas Ysios

In früheren Jahrhunderten lebten die Bewohner als Selbstversorger hauptsächlich von den landwirtschaftlichen Produkten aus der näheren Umgebung, zu denen auch der Wein gehörte. Der Ort selbst fungierte als Markt- und Handelszentrum, aber auch Handwerker ließen sich hier nieder. Die zunehmende Bedeutung des Weinbaus und des Weintourismus in der Rioja wirkt sich in den letzten Jahrzehnten stabilisierend auf die Beschäftigung aus. Bodegas Ysios ist eine Weinkellerei an der Weinstraße der Rioja Alavesa mit avantgardistischer Gestaltung des Exterieurs durch den spanischen Architekten Santiago Calatrava.
|

## Geschichte

### Vor- und Frühgeschichte
Eine Reihe von archäologischen Funden belegt, dass die Gegend um Laguardia bereits seit vorgeschichtlicher Zeit besiedelt ist. Dazu gehören insbesondere das in die ausgehende Jungsteinzeit datierte, zwei Kilometer südöstlich des Stadtkerns gelegene Massengrab San Juan ante Portam Latinam, die Cueva de los Husos („Höhle der Husos“) in der Nachbargemeinde Elvillar sowie die Siedlung La Hoya aus dem 15. Jahrhundert v. Chr. Auch einige der am besten erhaltenen Alava Dolmen befinden sich bei Laguardia. Spuren römischer Besiedlung wurden in der Ausgrabungsstätte Las Pilas del Camino de Logroño („Die Säulen am Weg nach Logroño“) gefunden; aus westgotischer und maurischer Zeit ist nichts erhalten.

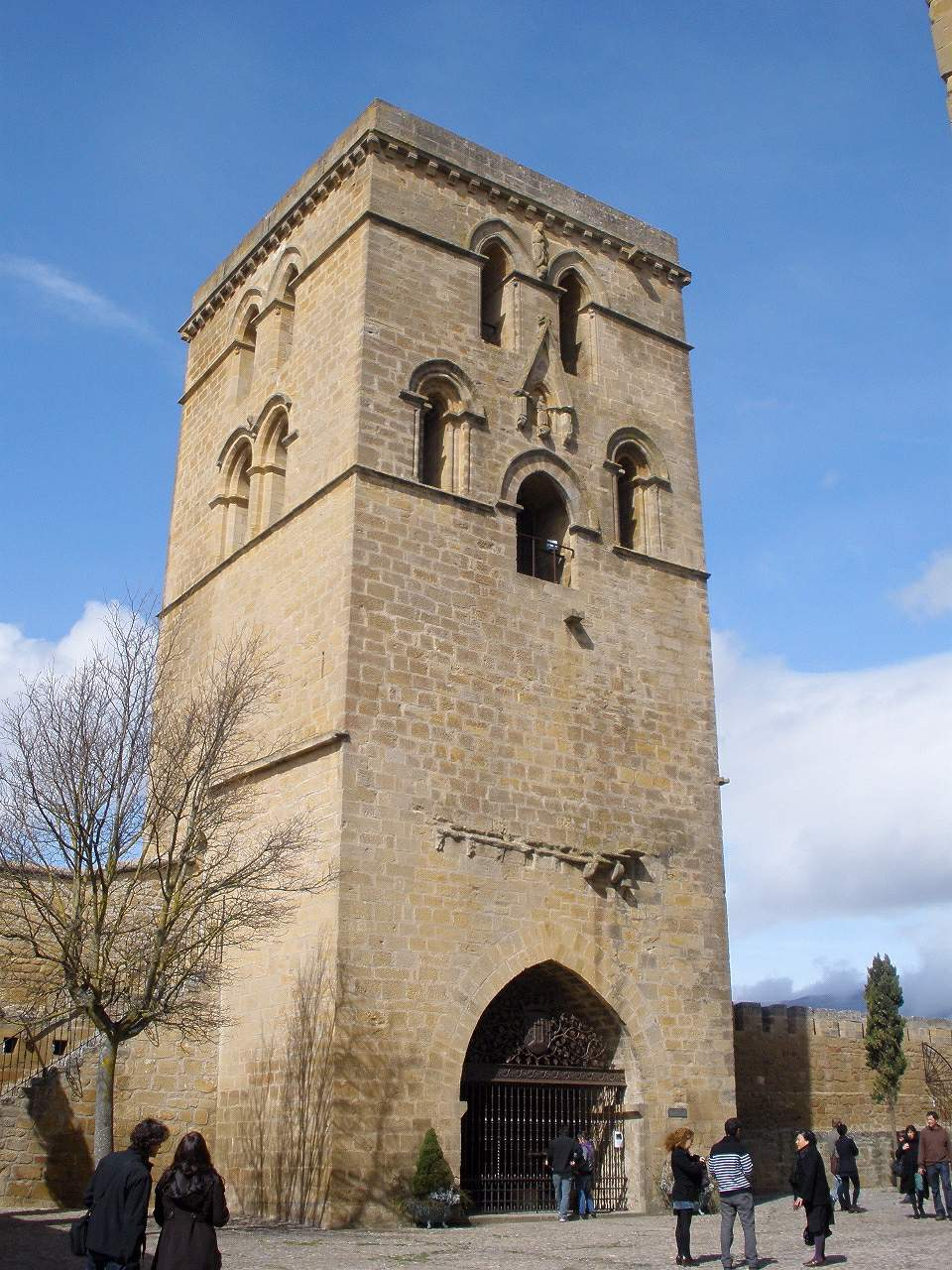
Glocken- und Wachturm (torre abacial)

### Mittelalter
Zu Beginn des 10. Jahrhunderts errichtete König Sancho I. von Navarra auf dem Hügel, auf dem sich die Stadt befindet, eine Burg. Die nahe der Südgrenze seines Reiches gelegene Festung diente der Landesverteidigung und wurde vom 13. bis zum 15. Jahrhundert einer der Hauptsitze des Königreichs Navarra. Im Jahr 1164 verlieh König Sancho VI. Laguardia die Stadtrechte. In der Folge stieg die Bevölkerungszahl stark an und die Stadt wurde zu einem wirtschaftlichen Zentrum der Region. Sein Sohn Sancho VII., der im Jahr 1197 König wurde, veranlasste die Errichtung der Stadtmauer, deren Reste heute noch vorhanden sind. In der Folgezeit war Laguardia zwischen Navarra und Kastilien umstritten. 1461 fiel die Stadt endgültig an Kastilien und wurde 25 Jahre später Teil der Provinz Álava.

### Neuzeit
Durch die Eroberung des südlichen Teils von Navarra durch die Truppen Ferdinand von Aragóns im Jahr 1512 verlor die Stadt ihre Funktion als Grenzfestung. In dieser Zeit entstanden zahlreiche Bodegas und palastartige Häuser. Der wirtschaftliche Aufschwung wurde jedoch gestoppt, als Ende des 16. Jahrhunderts eine Pestepidemie die Bevölkerung stark dezimierte. Während der Befreiungskriege zu Beginn des 19. Jahrhunderts wurde Laguardia wieder zur Festung. Zunächst besetzten und plünderten die Franzosen die Stadt; nachdem sie 1809 unter die Herrschaft des spanischen Marqués de Barriolucio kam, ordnete dieser die Zerstörung der Stadtmauer an, um den Franzosen einen Rückzugsort zu nehmen, falls diese die Stadt erneut erobern würden. Weitere Zerstörungen erlitt Laguardia in den Karlistenkriegen – im dritten Karlistenkrieg wurden einige Wohnhäuser zerstört und die Burg Laguardia gegen den Widerstand der Bevölkerung abgerissen, nachdem ein General der Karlisten 1874 beschlossen hatte, die Ortschaft in ein „normales“ Dorf ohne Verteidigungsanlagen zu verwandeln.

## Sehenswürdigkeiten

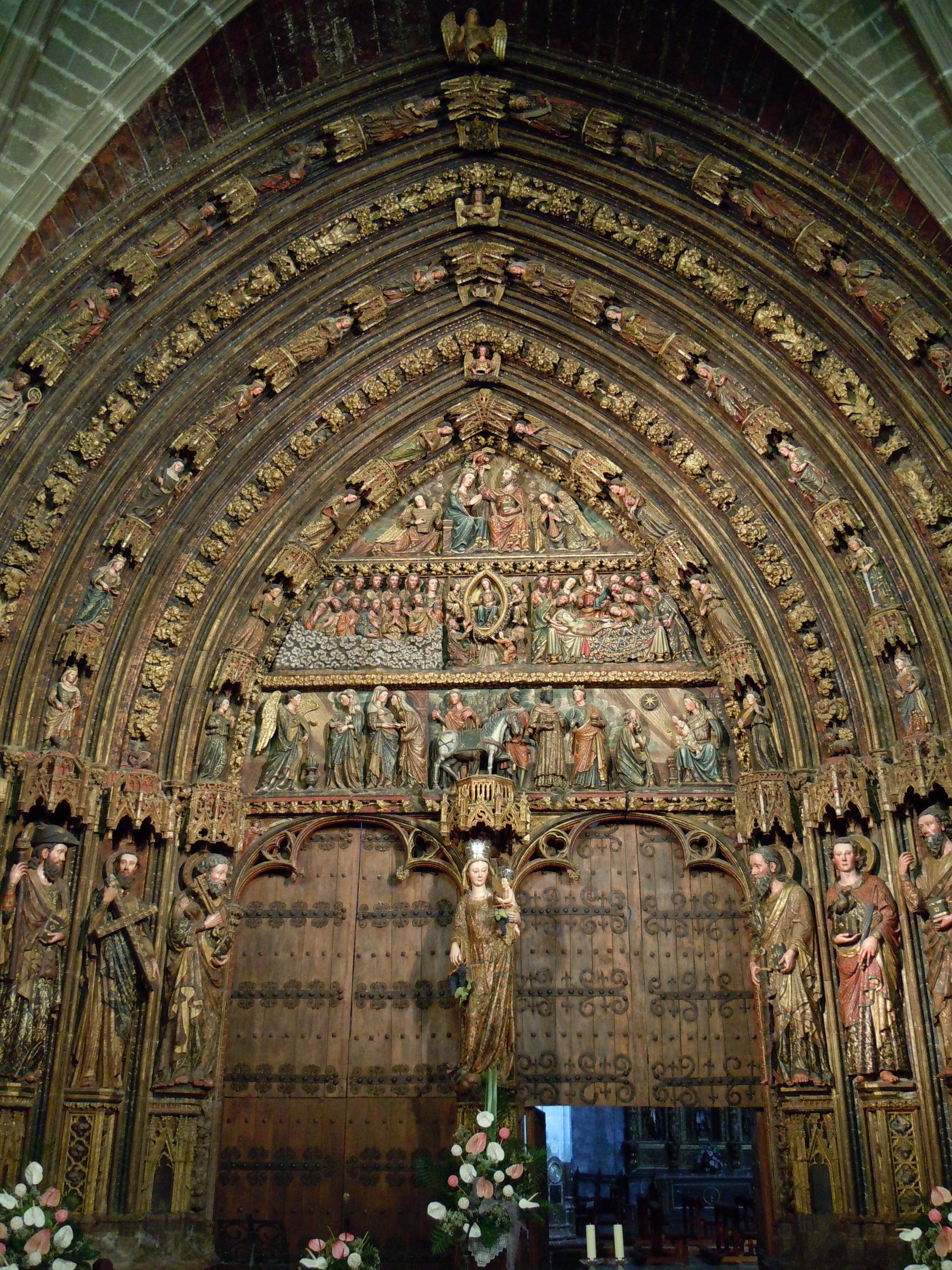
Südportal der Iglesia de Santa María de los Reyes

- Der auf einem Hügel errichtete mittelalterliche Ortskern mit seinen schmalen Gassen ist umgeben von einer Stadtmauer, die um 1200 unter König Sancho dem Starken errichtet wurde. Teilabschnitte der Stadtmauer mit fünf kleinen Stadttoren sind heute noch erhalten.
- Die heutige Pfarrkirche Santa María de los Reyes wurde im späten 12. oder frühen 13. Jahrhundert begonnen und im 15. Jahrhundert fertiggestellt; ursprünglich gehörte sie möglicherweise dem Templerorden. Ältester Bauteil ist die unspektakuläre Westfassade. Vom Ende des 14. Jahrhunderts hingegen stammt das hervorragend erhaltene und polychrom gefasste gotische Südportal mit seiner Vorhalle; es ist ausschließlich der Gottesmutter Maria gewidmet, deren von einem Baldachin überhöhte Statue mit dem Jesuskind im Arm am Mittelpfeiler zu sehen ist. Im Türsturz darüber finden sich die Szenen der Verkündigung, der Heimsuchung und der Anbetung der Könige. Das Tympanonfeld zeigt rechts den Tod Mariens und links die zwölf Apostel, die ihre Augen gebannt auf die Himmelfahrtszene in der Mitte richten, wo Maria in einer von Engeln getragenen Mandorla in den Himmel emporgehoben wird. In der Spitze des Tympanons findet sich die von betenden und musizierenden Engeln begleitete szenische Darstellung der Marienkrönung. Die Gewändefiguren zeigen Apostel (darunter auch Santiago); in den Archivolten finden sich alttestamentliche Propheten, Sibyllen und Engel sowie handwerklich perfekt gearbeiteter vegetabilischer Ornamentschmuck. Das Innere der Kirche weist einen deutlichen Höhenunterschied zwischen dem dreischiffigen, aber nur zweijochigen Langhaus und dem Chorbereich auf. Die Apsis enthält ein Altarretabel aus dem 17. Jahrhundert im Stil des Manierismus.
- Der spätromanisch-frühgotische Glockenturm (torre abacial) ist in die Stadtmauer integriert und konnte auch als Wachturm dienen.
- Auch die Iglesia de San Juan mit ihrem zentralbauartigen und von einer sterngewölbten Rippenkuppel bedeckten Altarraum sowie einer reichhaltigen barocken Innenausstattung lohnt einen Besuch.
- Im Ort gibt es zahlreiche Weinkellereien (bodegas).

Umgebung

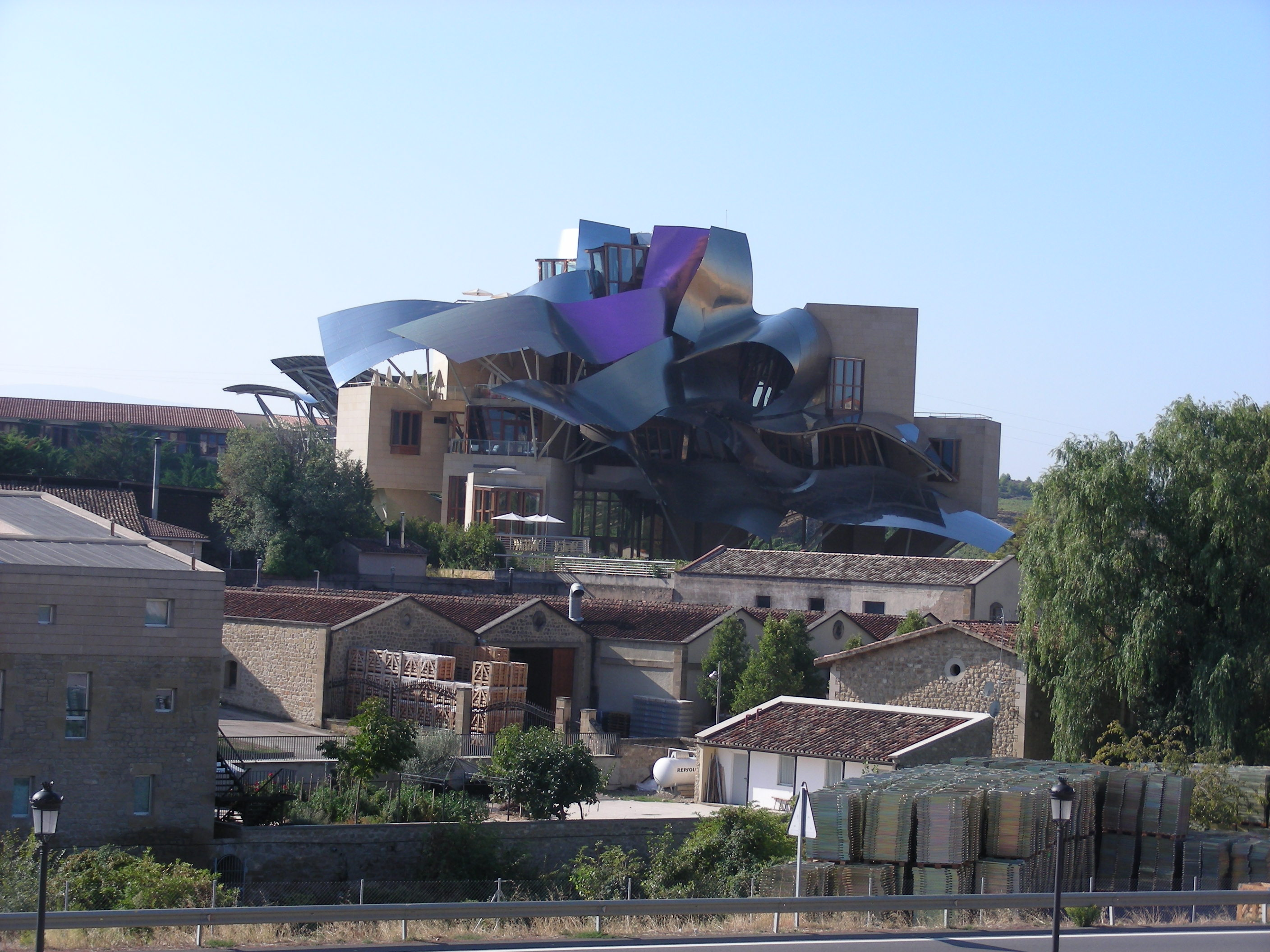
Blick auf das Hotel Marqués de Riscal

- Auf dem Gebiet der südwestlich angrenzenden Nachbargemeinde Elciego befindet sich die vom Architekten Frank Gehry entworfene Hotel Marqués de Riscal.

## Persönlichkeiten
- Félix María Samaniego (1745–1801), Schriftsteller. Sein Geburtshaus aus dem 17. Jahrhundert ist heute ein Weinmuseum.
- José Cardiel (1704–1782), Missionar, Erforscher von Patagonien.